# Fabio Infimo
Fabio Infimo (Napoli, 18 luglio 1988) è un canottiere italiano.

## Carriera
Nel 2016 ha partecipato ai Giochi olimpici di Rio de Janeiro venendo eliminato ai ripescaggi.